# Norbert Glanzberg
Norbert Glanzberg född 1910 i Rohatyn Galizien Ukraina död 25 februari 2001 i Paris Frankrike, fransk kompositör verksam i Tyskland och Frankrike 1931-1968.

## Filmmusik i urval
- 1958 - Min onkel
- 1956 - Häxan
- 1956 - Bruden är för vacker